# Prodasineura perisi
Prodasineura perisi là loài chuồn chuồn trong họ Platycnemididae. Loài này được Compte Sart mô tả khoa học đầu tiên năm 1964.